# Runivers
Runivers es el sitio web dedicado a la historia y cultura rusa.
El proyecto Runivers ha sido creado con el objetivo informativo y educativo, no es comercial, no contiene publicidad y no está destinado a sacar beneficios de los materiales publicados.
En su mayor parte contiene los libros digitales publicados hasta 1917, fotos, documentos y otros materiales históricos. Está destinado a todos aquellos que leen en ruso o que se interesan por cultura, historia o lengua rusa.

## Biblioteca
La biblioteca electrónica enlaza a más de 1500 libros sobre la historia de Rusia principalmente, disponibles en formatos de imágenes de buena calidad y texto. Asimismo hay una gran cantidad de las enciclopedias, colecciones de documentos, mapas, fotografías, las obras de los filósofos rusos publicados antes de revolución y jamás reeditadas. Muchos de los libros y ediciones periódicas nunca han sido presentados para el acceso y uso público. 
Están disponibles los apartados por temas históricos y calendario de las fechas memorables.

## Galería

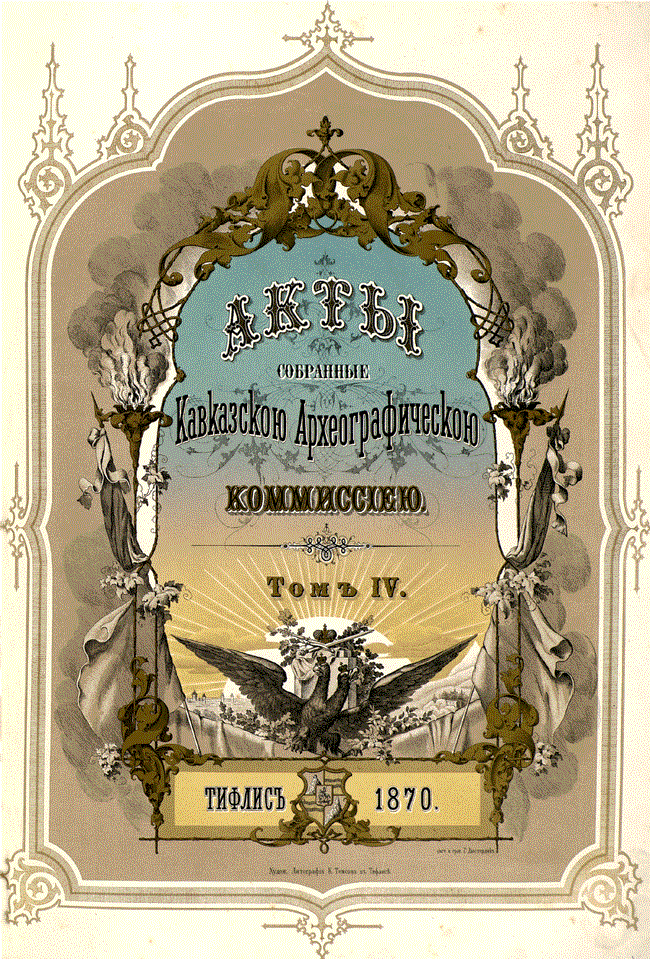
.

Una galería amplia de fotografías (1600) de los fotógrafos relevantes rusos, las fotografías prerrevolucionarias con sus descripciones y relatos sobre las mismas:
- Galería de Maxim Petrovich Dmitriev
- Galería de Andrey Ivanovich Denyer
- Galería de Sergei Lvovich Levitsky
- Galería de Karl Karlovich Bulli
- Galería de Ivan Fedorovich Barshevskiy
- Galería de Andrey Osipovich Karelin
- Galería de Vasiliy Andreevich Karrika
- Galería de Serguéi Prokudin-Gorski

## Enciclopedia
En el sitio web está presentada una enciclopedia militar-histórica. El contenido está compuesto por:
- Lexicón enciclopédico militar;
- Enciclopedia de las ciencias militares y marines;
- Enciclopedia militar de Sytin.

La búsqueda en las enciclopedias se realiza a través del catálogo alfabético.

## Otros apartados

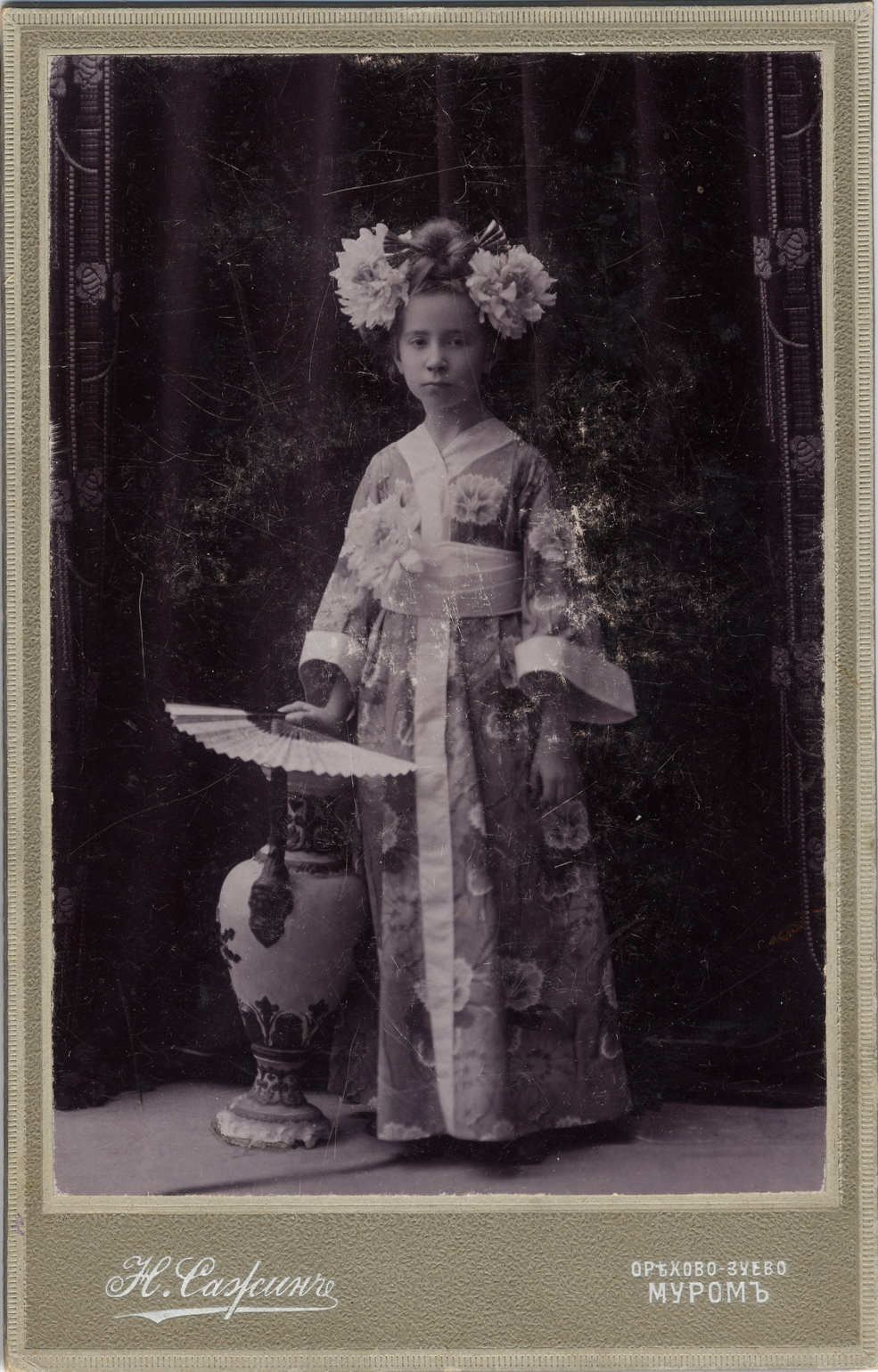
Photo by N.N. Sazhin, c. 1900

- La sala de lecciones. Video lección de Teodor Shanin sobre Alexander Chayanov
- Códigos completos del Imperio Ruso. Primera edición (45 tomos), Segunda edición (55 tomos), Tercera edición (33 tomos)
- Colección completa de las enciclopedias militares prerrevolucionarios
- Diferentes enciclopedias y vocabularios
- La sala de revistas. La revista “Los cuestiones de filosofía y psicología”. Previamente no disponible al público.
- Una versión completa del Diccionario Enciclopédico Brockhaus y Efron.
- La colección de los documentos archivados preparados por Academia de Ciencias de Rusia y las comisiones arqueograficas
- La selección de los libros sobre los temas “La historia militar rusa” y “Historia militar-marina de Rusia”
- En el apartado histórico de la web se encuentran más de 3200 documentos, entre cuales son:

- Masacre de Katyn
- Crimea: historia de su entrada en el Emperio Ruso
- Sevastobol y la flota Rusa
- Pacto Ribbentrop-Mólotov
- Tsjinval y Osetia del Sur: historia de las guerras y la entrada en las formaciones estatales
- Curiles del Sur: historia del asunto
- Prusia de Este: historia y su camino a Rusia
- Los países de Europa de Este en la Segunda Guerra Mundial (1939-1945)
- Los países de Europa de Norte de la Segunda Guerra Mundial (1939-1945)

- Las biografías y todas obras relevantes de los filósofos clásicos rusos, así mismo como los libros que terminaron siendo una rareza bibliográfica, manuscritos, cartas, diarios
- La colección de los bibliomapas del Imperio Ruso
- El proyecto “Historia militar de Rusia”. Las mapas originales de las guerras y conflictos armados del siglo XVII.